# 熊本音乐短期大学
熊本音乐短期大学（日语：／ Kumamoto Ongaku Tanki Daigaku *），简称熊音短，是過去一所位于日本熊本县上益城郡御船町的私立短期大学。

## 概要

### 简介
- 短期大学为于1972年开办[1]、由学校法人御船学园经营。招生到2000年、正式停办于2002年[2]。

### 历史
- 1972年 熊本音乐短期大学成立并同时设置一个学科两个专攻即音乐科器乐专攻和声乐专攻[1]。
- 1974年 专科音乐专攻成立[1]。
- 2000年 招生最后、次年停止招生[2]。
- 2002年 今年7月30日正式停办[2]。

## 学校环境
- 校区：在了熊本县上益城郡御船町[注 1]

## 历任校长
- 出田宪二：短期大学校长[3]。

## 组织

### 学科
- 音乐科　
  - 器乐专攻
  - 声乐专攻

### 专科
| - 音乐专攻 |

### 业余课程
| - 没有 |

## 相关链接
- 日本短期大学列表